# 3727 Максгель
3727 Максгель (3727 Maxhell) — астероїд головного поясу, відкритий 7 серпня 1981 року.
Тіссеранів параметр щодо Юпітера — 3,142.